# Chris Pine

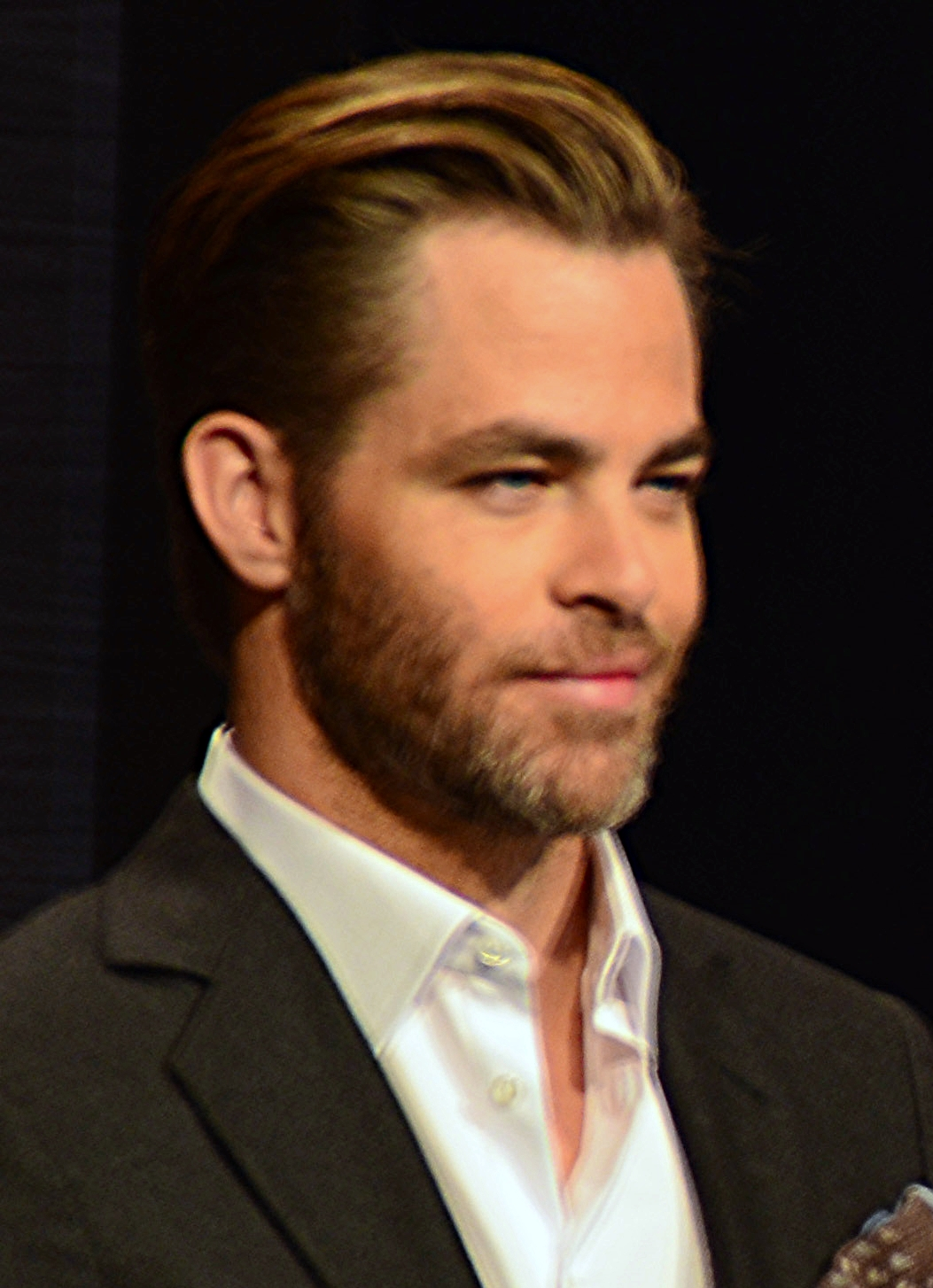
Chris Pine (2015)

Chris Pine, właśc. Christopher Whitelaw Pine (ur. 26 sierpnia 1980 w Los Angeles) – amerykański aktor filmowy, telewizyjny i głosowy. Występował w roli kapitana Jamesa T. Kirka w filmach Star Trek (2009), W ciemność. Star Trek (2013) i Star Trek: W nieznane (2016). Grał też w filmach Pamiętnik księżniczki 2: Królewskie zaręczyny (2004) i Całe szczęście (2006).

## Życiorys

### Wczesne lata
Urodził się w Los Angeles w Kalifornii jako syn pary aktorskiej – Glorii Gwynne Gilford, aktorki i praktykującej psychoterapeutki, która zagrała we Władcy wszechświata (1987) z Dolphem Lundgrenem, i Roberta Pine’a, najlepiej znanego z roli sierżanta Josepha Getraera w serialu NBC CHiPs. Jego dziadkowie ze strony matki to Anne Gwynne (z domu Marguerite Gwynne Trice), hollywoodzka aktorka lat 40. XX wieku, i Max M. Gilford – hollywoodzki adwokat, który był Żydem aszkenazyjskim. Jego ojciec miał pochodzenie niemieckie i angielskie, a dziadek był Żydem, synem rosyjskich emigrantów żydowskich; pradziadek był wyznania mojżeszowego. Z kolei kuzynem ze strony ojca był producent Martin Jurow (Śniadanie u Tiffany’ego, Różowa Pantera, Drzewo powieszonych, Wielki wyścig, Czułe słówka).
Dorastał wraz ze starszą siostrą Katherine (ur. 24 września 1972). W 2002 ukończył studia na wydziale anglistyki w Berkeley. Spędził rok na studiach na University of Leeds w Anglii. Został przyjęty do London Academy of Music and Dramatic Art, ale nie chciał wpadać w dług, by za to zapłacić, więc przeniósł się do American Conservatory Theater w San Francisco. Grał w spektaklach Czekając na Godota i Orestes Eurypidesa. Pracował w restauracji i piekarni oraz jako budowniczy.

### Kariera
Swoją przygodę z aktorstwem rozpoczął od gościnnego udziału w jednym z odcinków serialu NBC Ostry dyżur (2003), a także w dwóch serialach CBS: Strażnik (The Guardian, 2003) z Simonem Bakerem i CSI: Kryminalne zagadki Miami (2003). Po występie w krótkometrażowym filmie Why Germany? (2004), zagrał swoją pierwszą główną rolę kinową w sequelu komedii romantycznej Garry’ego Marshalla Pamiętnik księżniczki 2: Królewskie zaręczyny (The Princess Diaries 2: Royal Engagement, 2004) z Julie Andrews i Anne Hathaway.
Powrócił na szklany ekran w serialu HBO Sześć stóp pod ziemią (2005). Wziął też udział w filmie niezależnym Confession (2005), obrazie krótkometrażowym The Bulls (2005), dramacie telewizyjnym CBS Poddaj się, Dorotko (Surrender Dorothy, 2006) z Diane Keaton, dramacie sensacyjnym As w rękawie (Smokin’ Aces, 2006) oraz dwóch komediach romantycznych: Całe szczęście (2006) z Lindsay Lohan i Randki w ciemno (Blind Guy Driving, 2006).
W grudniu 2006 wystąpił na nowojorskiej scenie Center Stage jako Augustine Early w przedstawieniu Ateista (The Atheist). Grał też na deskach Geffen Playhouse w Los Angeles w spektaklu Fat Pig (2007) jako Carter i sztuce Beau Willimona Farragut North (2009) w roli Stephena, a także na scenie Mark Taper Forum w Los Angeles w widowisku Martina McDonagha Porucznik z Inishmore (The Lieutenant of Inishmore, 2010) jako Padraic.
Był na okładkach „Entertainment Weekly” (w maju 2009), „Men’s Health” (w maju 2009, w czerwcu 2013), „GQ” (w grudniu 2009, we wrześniu 2017), „Details” (w listopadzie 2010), „The Hollywood Reporter” (w styczniu 2014), „Elle Man” (w listopadzie 2014 w edycji rumuńskiej), „Men’s Fitness” (w sierpniu 2016) i „Variety” (w styczniu 2019).
Zagrał główną rolę w dramacie Small Town Saturday Night (2009). W filmie Star Trek i jego kontynuacjach (2009, 2013 i 2016) wcielił się w postać młodego Jamesa T. Kirka. Wystąpił w tytułowej roli w filmie Jack Ryan: Teoria chaosu (2014). W disneyowskim dramacie historycznym Czas próby (The Finest Hours, 2016), jako kapitan Bernard Challen Webber ze Straży Wybrzeża Stanów Zjednoczonych dowodził wyprawą ratunkową. W 2016 był nominowany do Emmy, w kategorii wybitna rola dubbingowa, jako dr Devizo i Robo-Dino w odcinku sitcomu SuperMansion – „The Inconceivable Escape of Dr. Devizo”. Jako kapitan James T. Kirk w filmie fantastycznonaukowym Justina Lina Star Trek: W nieznane (2016) zdobył nominację do Nagrody Saturna w kategorii najlepszy aktor, a za rolę Steve’a Trevora w fantastycznym filmie akcji Patty Jenkins Wonder Woman (2017) był nominowany Nagrody Saturna w kategorii najlepszy aktor drugoplanowy.

## Życie prywatne
Pine stwierdził: „Zdecydowanie mam duchowe nastawienie… Nie jestem religijnym facetem, prawdopodobnie jestem agnostykiem”.
Od kwietnia 2018 był związany z brytyjską aktorką Annabelle Wallis.

## Filmografia

### Filmy fabularne
- 2004: Pamiętnik księżniczki 2: Królewskie zaręczyny jako Nicholas Devereaux
- 2004: Why Germany? (film krótkometrażowy) jako Chris
- 2005: Confession jako Luther Scott
- 2005: The Bulls (film krótkometrażowy) jako Jason
- 2006: Całe szczęście jako Jake Hardin
- 2006: As w rękawie jako Darwin Tremor
- 2006: Randki w ciemno jako Danny Valdessecchi
- 2008: Bottle Shock jako Bo Barrett
- 2009: Star Trek jako James T. Kirk
- 2009: Beyond All Boundaries jako Hanson Baldwin / sierżant Bill Reed (głos)
- 2009: Small Town Saturday Night jako Rhett Ryan
- 2010: Niepowstrzymany jako Will Colson
- 2012: Strażnicy marzeń jako Jack Frost (głos)
- 2012: A więc wojna jako Franklin „FDR” Foster
- 2013: W ciemność. Star Trek jako James T. Kirk
- 2014: Szefowie wrogowie 2 jako Rex Hanson
- 2014: Tajemnice lasu jako książę Kopciuszka
- 2014: Jack Ryan: Teoria chaosu jako Jack Ryan
- 2016: Czas próby jako Bernie Webber
- 2016: Aż do piekła jako Toby
- 2016: Star Trek: W nieznane jako James T. Kirk
- 2017: Wonder Woman jako Steve Trevor
- 2018: Król wyjęty spod prawa jako Robert Bruce
- 2018: Pułapka czasu jako pan Murry
- 2018: Spider-Man Uniwersum jako Peter Parker (głos)
- 2020: Wonder Woman 1984 jako Steve Trevor
- 2022: Doula jako dr Gregory Zonkowski
- 2022: Wszystkie stare noże jako Henry Pelham
- 2022: Najemnik jako James
- 2022: Nie martw się, kochanie jako Frank
- 2023: Dungeons & Dragons: Złodziejski honor jako bard Elgin
- 2023: Życzenie jako król Magnifiko

### Seriale TV
- 2003: Ostry dyżur jako Levine
- 2003: CSI: Kryminalne zagadki Miami jako Tommy Chandler
- 2004: American Dreams jako Joey Tremain
- 2005: Sześć stóp pod ziemią jako młody Sam Hoviak
- 2009: Saturday Night Live – w roli samego siebie
- 2014: Robot Chicken jako kpt. Jake (głos)
- 2015: Wet Hot American Summer: First Day of Camp jako Eric
- 2019: I Am the Night jako Jay Singletary